# 小行星9745
小行星9745（9745 Shinkenwada）是一颗围绕太阳公转的小行星。1988年11月2日，關勉在藝西天文台发现了此天体。
該小行星以日本NHK主播和田信賢命名。
这颗小行星的绝对星等为204.07983等。